# Скибинский, Кароль
Кароль Скибинский (пол. Karol Skibiński, 1849, Каменец-Подольский, Подольская губерния, Российская империя — 14 мая 1922, Львов) — выдающийся польский учёный, ректор Львовского политехнического института (1891—1892), профессор, доктор Honoris Causa, инженер-железнодорожник.

## Биография

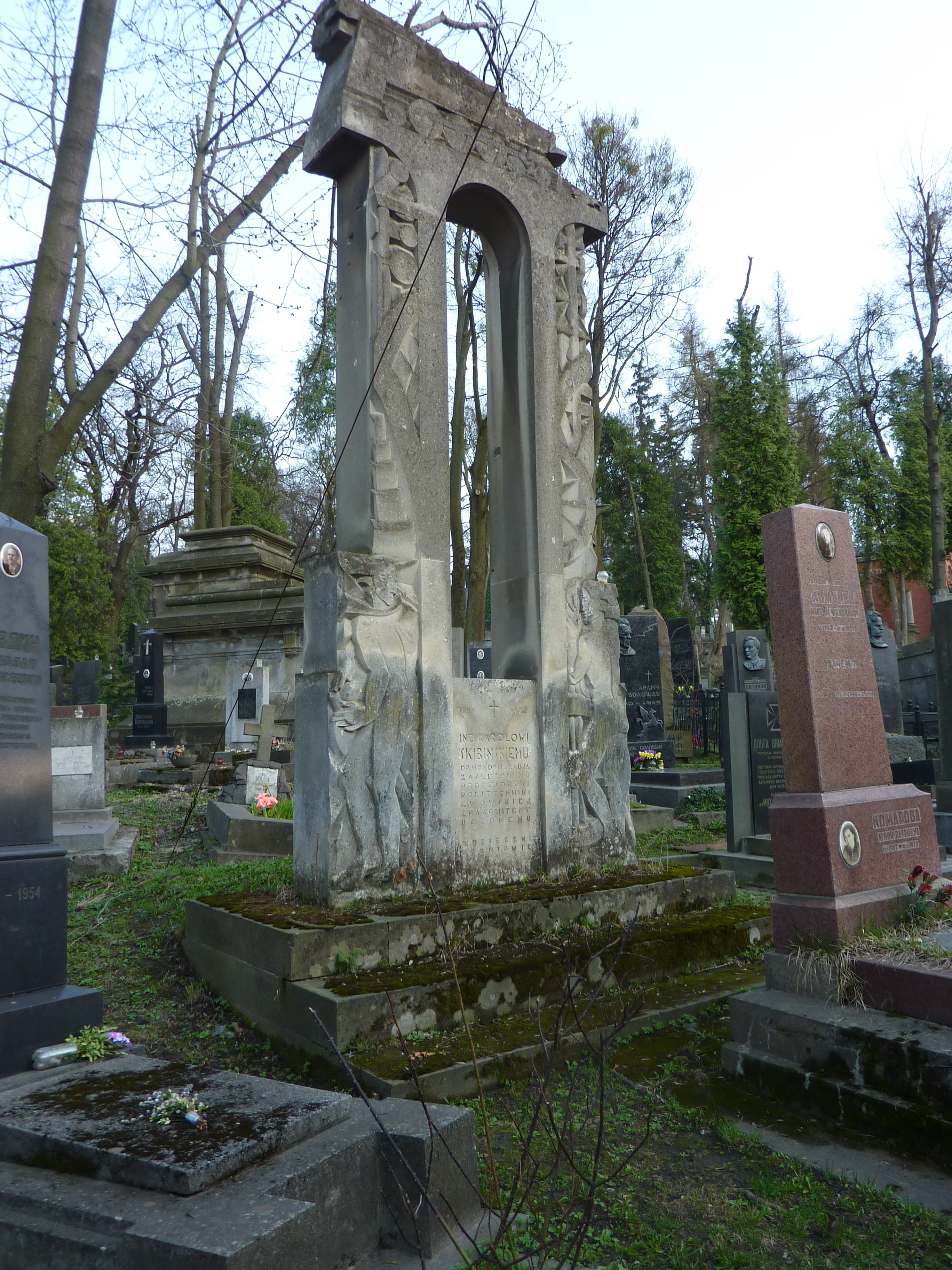
Памятник на могиле Кароля Скибинского на Лычаковском кладбище во Львове

После окончания реальной школы в 1866году в течение двух лет Кароль Скибинский обучался во Львовском политехническом институте. С 1871 г. продолжил обучение на инженерном отделении Венского технического университета. В том же году начал работать на Центральной Моравско — Шленской железной дороге, затем в конструкторском бюро мостов и железных дорог архикнязя Рудольфа.
В 1872 году он был приглашен для работы над проектом и строительством части этой железной дороги в Каринтии.
В 1875 году Кароль Скибинский работал на строительстве железной дороги в Альпах, одновременно проектировал трассу Велс-Кирхдорф в Верхней Австрии.
В 1879—1880 годах занимал должность ассистента кафедры начертательной геометрии Политехники во Львове. С 1880 г. — доцент начертательной статики и строительной механики (и теории мостов). В 1883—1884 гг. — заместитель профессора начертательной геометрии, в 1884 — 1888 гг. — доцент, почетный доктор и профессор строительной механики, начертательной статики (и теории мостов).
С 1888 года Кароль Скибинский был профессором инженерных наук и строительства (дороги, железные дороги, тоннели). Многолетний декан инженерного факультета.
С 1891 года был ректором Львовского политехнического института.
В 1919 году Кароль Скибинский вышел в отставку и ему было присвоено звание почетного профессора.
В 1921 году Каролю Скибинскому было присвоено звание почетного доктора (доктор Honoris Causa).
Кароль Скибинский был руководителем проектного бюро и директором ряда общественных работ. Является автором нескольких учебников. Член научных обществ.
Умер во Львове. Похоронен на Лычаковском кладбище.

## Ссылка
- Doctors HONORIS CAUSA of Lviv Polytechnic University
- Karol Skibiński (пол.)